# Merry Christmas, Mr. Lawrence
 Merry Christmas, Mr. Lawrence er en japansk-britisk dramafilm fra 1983 instrueret af Nagisa Oshima. I filmen medvirker David Bowie, Tom Conti, Ryuichi Sakamoto og Takeshi Kitano i hovedrollerne. 
Filmen er baseret på Laurens van der Posts to romaner The Seed and the Sower (1963) og The Night of the New Moon (1970). Begge bøger omhandler hans oplevelser som japansk krigsfange.

## Handling
Filmen finder sted i Indonesien under Anden Verdenskrig.

## Medvirkende
- David Bowie som Jack 'Strafer' Celliers
- Tom Conti som John Lawrence
- Ryuichi Sakamoto som Yonoi
- Takeshi Kitano som Gengo Hara
- Jack Thompson som Hicksley
- Johnny Okura som Kanemoto
- Alistair Browning som De Jong
- James Malcolm som Celliers broder
- Chris Broun som Celliers som ung
- Yuya Uchida som Kommandant